# Im Reservat
Im Reservat ist ein Fernsehspiel des deutschen Regisseurs Peter Beauvais aus dem Jahr 1973. Er wurde von der Berliner Union-Film GmbH und der Intertel Television GmbH für das ZDF produziert und am 13. Juni 1973 erstausgestrahlt.

## Handlung
In einem Berliner Sanierungsgebiet soll ein Haus abgerissen werden. Die meisten Bewohner sind bereits ausgezogen. Zurück bleiben die Hausmeisterfamilie und die alte Frau Minkwitz. Trotz Räumungsbefehl weigert sich die alte Frau, die Wohnung zu verlassen. Ihr Untermieter Alfred Bergmann, der mit ihr zusammen in der Wohnung lebt und bei den Besorgungen des täglichen Lebens hilft, unterstützt sie dabei, auch weil Bergmann sich ebenfalls nach einer neuen Bleibe umschauen müsste. Er ist ein homosexueller Transvestit, der auch in einschlägigen Lokalen auftritt, und befürchtet, lange suchen zu müssen, bis er einen solch toleranten Vermieter wie Frau Minkwitz, die sein „Anderssein“ u. a. darin unterstützt, indem sie ihm ihre alten Kleider gibt, wiederfindet. Das ungleiche Paar verteidigt ihr „Reservat“ mit verzweifeltem Trotz gegen die Hausverwaltung. Auch als die aus Hamburg angereiste Tochter ihre Mutter im Sinne der Behörden zum Verlassen der Wohnung drängt und ihr ein Neubaugebiet wie auch ein Altenheim zeigt, lehnt diese kühl ab. Eine versuchte Entmündigung führt nicht zum Erfolg. Daraufhin beginnt die Tochter die Wohnung eigenmächtig leer zu räumen. Jedoch fruchtet auch das nicht und die Tochter reist resigniert wieder ab. Bergmann und Minkwitz kehren in die leer geräumte Wohnung zurück.

## Auszeichnungen
- Der Autor Peter Stripp erhielt 1974 den Adolf-Grimme-Preis mit Gold.[1]
- 1973 ging der Fernsehpreis der Deutschen Akademie der Darstellenden Künste an Wolfgang Kieling (Bester Darsteller).[2]

## Kritiken
Fabian Tietke von der Berliner taz schreibt, dass es Beauvais und Stripp zwar gelingt, die Thematisierung schwulen Lebens mit der damals wie heute aktuellen Debatte um Stadtsanierung zu verschränken, jedoch rückblickend ein fahler Beigeschmack bleibt, weil Filme wie „Im Reservat“ vorrangig über solche Lebenswirklichkeiten berichten und diese erzählerisch auch aufbereiten, aber weniger den Menschen, deren Lebenswirklichkeiten den Film ausmachen, eine Stimme verleihen.
Thomas Bräutigam findet, dass Peter Beauvais sich jeder plakativen Botschaft enthält und alleine durch die Momentaufnahmen zweier Randexistenzen die Zuschauer über den Zustand und die Defizite der „normalen Gesellschaft“, bezogen auf Hilfe, Respekt, Toleranz und Verständnis, zu reflektieren zwingt.